# Félix Caballero
Pour les articles homonymes, voir Caballero.
Félix Caballero, né en Espagne et décédé au Mexique, est un prêtre dominicain espagnol missionnaire et explorateur en Nouvelle-Espagne.

## Biographie
Entré chez les dominicains en Espagne, sa formation de base achevée, Félix Caballero est envoyé en Nouvelle-Espagne pour y aider à la mission. Il arrive à Veracruz le 19 décembre 1812 et séjourne un an au couvent Santo Domingo avant d'être envoyé à l'été 1814 en Basse-Californie où il est posté dans un premier temps dans la mission dominicaine San Vicente Ferrer. De 1815 à 1822 il fait partie de la petite équipe de missionnaires de la Mission San Miguel Arcángel de la Frontera.
En 1824, accompagné de deux autres dominicains il décide de partir en mission en direction de Tucson dans l'actuel Arizona. Partis de la Mission Santa Catalina, lors de cette aventure, ces derniers entrent en contact avec les indiens parlant le Cocopa, les Halchidhomas, les Maricopas et autres Pimas. Il rentre ensuite à la Mission Santa Catalina accompagné de l'expédition militaire de José Romero partie de Turcson vers le Mexique en vue d'y sécuriser la route.
En 1834, il fait partie des dominicains envoyé fonder la Mission de Nuestra Señora de Guadalupe del Norte, la dernière mission dominicaine établie en Basse-Californie. Celle-ci disparaîtra en 1840 à la suite de la révolte des Indiens de la région.  